# Charles Knowles (1er baronnet)
Pour les articles homonymes, voir Charles Knowles.
Charles Knowles (v. 1704 - 9 décembre 1777), 1er baronnet, est un officier de marine de la Royal Navy britannique

## Biographie
Il sert pendant la guerre de l'oreille de Jenkins, dans le cadre du conflit plus large de la guerre de Succession d'Autriche, puis pendant la guerre de Sept Ans. Il sert également brièvement dans la marine impériale russe pendant la guerre russo-turque. Il termine sa vie avec le grade d'Admiral à l'issue d'une carrière longue et mouvementée, couronnée par des succès, et par moments, de controverses. Doté d'une solide éducation, il excellait particulièrement dans la construction et la destruction de fortifications. Sa carrière se déroule principalement dans les Indes occidentales, où il commande des vaisseaux puis des escadres contre les vaisseaux et établissements français et espagnols.
Bien qu'il ait été dans le service actif et se soit élevé à la dignité de Contre-Amiral du Royaume-Uni, Knowles trouve le temps de se dédier à l'étude, travaillant à la traduction d'études scientifiques en langues étrangères, et développant ses propres inventions. Sa carrière en mer sera néanmoins marquée par différents échecs, qui peuvent expliquer son départ pour la Russie à la fin de sa vie pour se dédier au développement de la flotte russe.

## Sources et bibliographie
- (en) Cet article est partiellement ou en totalité issu de l’article de Wikipédia en anglais intitulé « Sir Charles Knowles, 1st Baronet » (voir la liste des auteurs).
- The Naval Chronicle, vol. 1, Londres, J. Gold, 1842, « Biographical Memoir of Admiral Sir Charles Knowles, Bart »